# 会津高田駅
会津高田駅（あいづたかだえき）は、福島県大沼郡会津美里町字柳台甲にある、東日本旅客鉄道（JR東日本）只見線の駅である。

## 歴史
- 1926年（大正15年）10月15日：一般駅として開業[1]。
- 1971年（昭和46年）8月29日：貨物の取り扱いを廃止[2]。
- 1984年（昭和59年）2月1日：荷物の取り扱いを廃止[2]。
- 1987年（昭和62年）4月1日：国鉄分割民営化により、 東日本旅客鉄道（JR東日本）の駅となる[3]。
- 1993年（平成5年）12月1日：交換設備を廃止し、無人化。
- 2000年（平成12年）1月：現在の駅舎が竣工する。

## 駅構造
単式ホーム1面1線を有する地上駅である。かつては相対式ホーム2面2線を有する行き違いが可能な駅であり、跨線橋も有していたが、小出方面を向いて右側に当たる1面1線と跨線橋は撤去された。
会津若松駅管理の無人駅となっているが、破損行為が多発したため防犯カメラが設置されている。駅舎は、2000年（平成12年）に、会津本郷駅や新鶴駅と同じ開放的で簡易な待合所に建て替えられた。

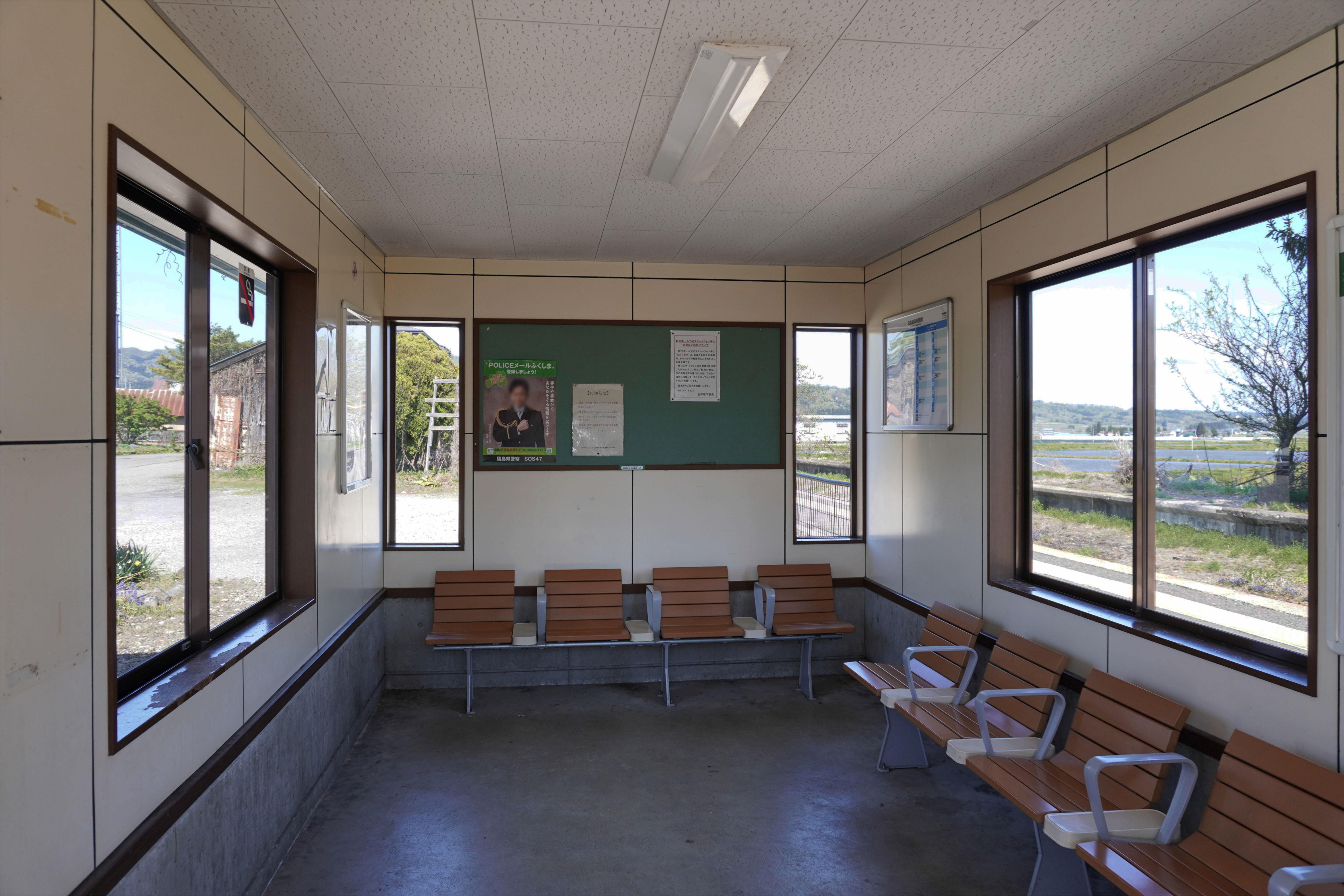
待合室（2023年4月）
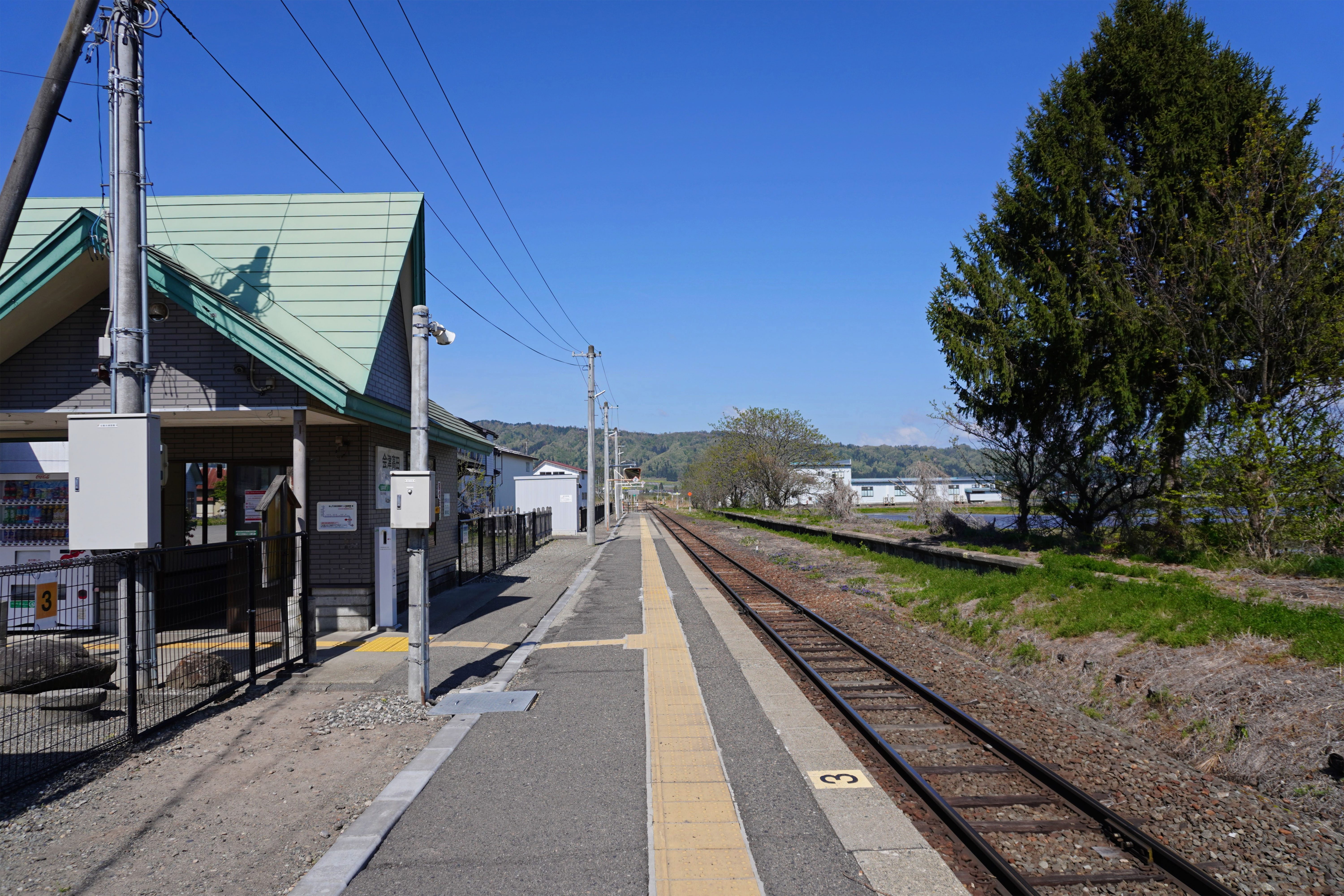
ホーム（2023年4月）

## 利用状況
「福島県統計年鑑」によると、2000年度（平成12年度）- 2004年度（平成16年度）の1日平均乗車人員の推移は以下のとおりであった。
| 乗車人員推移       | 乗車人員推移     | 乗車人員推移 |
| 年度               | 1日平均 乗車人員 | 出典         |
| ------------------ | ---------------- | ------------ |
| 2000年（平成12年） | 288              | [ 4 ]        |
| 2001年（平成13年） | 271              | [ 5 ]        |
| 2002年（平成14年） | 279              | [ 6 ]        |
| 2003年（平成15年） | 295              | [ 7 ]        |
| 2004年（平成16年） | 312              | [ 8 ]        |

## 駅周辺
旧会津高田町の中心部であり、駅前から南に向かう大通り（国道401号）は約1.5kmにわたって商店街が形成されている。伊佐須美神社の最寄駅である。
- 安田前簡易郵便局
- 高田厚生病院
- 福島県立会津西陵高等学校
- 福島県道22号会津坂下会津高田線
- 福島県道152号橋本会津高田線
- 福島県道220号会津高田停車場線
- 会津バス「高田駅前」停留所

## 隣の駅
東日本旅客鉄道（JR東日本）
■只見線
会津本郷駅 - 会津高田駅 - 根岸駅